# Qualificazioni alla Coppa d'Asia 1956
Questa voce raccoglie un approfondimento sui risultati degli incontri e sulle classifiche per l'accesso alla fase finale della Coppa d'Asia 1956.

## Sorteggio dei gruppi
Il sorteggio dei gruppi di qualificazione alla fase finale si è tenuto nel giugno 1955.
| Gruppo 1 (Ovest)                                                              | Gruppo 2 (Centro)                                                            | Gruppo 3 (Est)                                                    |
| ----------------------------------------------------------------------------- | ---------------------------------------------------------------------------- | ----------------------------------------------------------------- |
| - Afghanistan - Birmania - Ceylon - India - Iran - Israele - Nepal - Pakistan | - Cambogia - Indonesia - Malaysia - Singapore - Thailandia - Vietnam del Sud | - Borneo del Nord - Corea del Sud - Filippine - Giappone - Taiwan |

## Risultati

### Gruppo 1

#### Prima fase
|  | India | – | Iran |  |

|  | Birmania | – | Nepal |  |

|  | Ceylon | – | Afghanistan |  |

|  | Pakistan | – | Israele |  |

- A causa del ritiro delle Nazionali partecipanti Afghanistan e Israele ottengono la qualificazione alla seconda fase[2].

#### Seconda fase
|  | Afghanistan | – | Israele |  |

- Israele ottiene la qualificazione alla fase finale in seguito al ritiro dell'Afghanistan[2].

### Gruppo 2

#### Prima fase
- Thailandia e Vietnam del Sud ottengono la qualificazione automatica alla seconda fase.
- L'Indonesia ottiene la qualificazione alla seconda fase in seguito al ritiro di Singapore.

| Kuala Lumpur 17 marzo 1956                                                                                           | Malaysia  | 9 – 2 referto     | Cambogia | Rizal Memorial Stadium |
| \| \| \| \| \| Ghani 14’, 25’, 30’, 35’, 40’, 45’, 48’ Pang Siang Hock 20’, 49’ \| Marcatori \| 70’ Tuy 71’ Reith \| |           |                   |          |                        |
| |           |                   |          |                        |
| Ghani 14’, 25’, 30’, 35’, 40’, 45’, 48’ Pang Siang Hock 20’, 49’                                                     | Marcatori | 70’ Tuy 71’ Reith |          |                        |

| Phnom Penh 24 aprile 1956 | Cambogia | 3 – 2 | Malaysia |  |

#### Seconda fase
| Saigon 3 maggio 1956 | Vietnam del Sud | 4 – 0 | Malaysia |  |

| Kuala Lumpur 24 maggio 1956                                                                                    | Malaysia  | 3 – 3 referto                             | Vietnam del Sud | Princes Road Stadium |
| \| \| \| \| \| Ghani 55’, 80’ Pang Siang Hock 83’ \| Marcatori \| 24’ Nguyễn Văn Tu 74’, 88’ Trần Văn Nhung \| |           |                                           |                 |                      |
| |           |                                           |                 |                      |
| Ghani 55’, 80’ Pang Siang Hock 83’                                                                             | Marcatori | 24’ Nguyễn Văn Tu 74’, 88’ Trần Văn Nhung |                 |                      |

- L'Indonesia ottiene la qualificazione alla terza fase in seguito al ritiro della Thailandia.

#### Terza fase
- Il Vietnam del Sud ottiene la qualificazione alla fase finale in seguito al ritiro dell'Indonesia.

### Gruppo 3

#### Prima fase
- Borneo del Nord, Corea del Sud e Filippine ottengono la qualificazione automatica alla seconda fase.
- Taiwan ottiene la qualificazione alla seconda fase in seguito al ritiro del Giappone.

#### Seconda fase
| Manila 25 febbraio 1956 | Filippine | 0 – 2 | Corea del Sud | Rizal Memorial Stadium |

| Seul 21 aprile 1956 | Corea del Sud | 3 – 0 | Filippine |  |

- Taiwan ottiene la qualificazione alla terza fase in seguito al ritiro del Borneo del Nord.

#### Terza fase
| Seul 26 agosto 1956 | Corea del Sud | 2 – 0 | Taiwan |  |

| Taipei 2 settembre 1956 | Taiwan | 1 – 2 | Corea del Sud |  |

- La Corea del Sud si qualifica alla fase finale.